# Xã Lower Yoder, Quận Cambria, Pennsylvania
Xã Lower Yoder (tiếng Anh: Lower Yoder Township) là một xã thuộc quận Cambria, tiểu bang Pennsylvania, Hoa Kỳ. Năm 2010, dân số của xã này là 2.699 người.